# Malanje
Malanje (var. Malange) este un oraș situat în partea de nord a Angolei, la o altitudine de 1.155 metri. Este reședința provinciei omonime. Conform unei estimări, în anul 2009 avea o populație de 156.829 locuitori. Centru al unei zone agricole specializate în cultura bumbacului, cefalei, fructelor și porumbului. Insustria textilă. Punct de acces spre Cascada Calandula și Parcul Național Cangandala. Localitatea este deservită de un aeroport (cod ICAO FNMA) ce operează zboruri spre capitala Luanda. Stație de cale ferată (dată din nou în folosință în 2010 după ce fusese distrusă în timpul războiului civil).

## Istoric

### Perioada colonială
Localitatea a fost fondată de către coloniștii portughezi în secolul al XIX-lea. S-a dezvoltat cu timpul ca și un important centru agricol (condițiile climatice locale permit acest lucru) pentru cultura bumbacului (împrejurimile orașului Malanje aveau cea mai importantă producție de bumbac din întreaga Africă de vest portugheză), astfel că la mijlocul secolului devine un important centru comercial (feira - piața în aer liber este ridicată în 1852).

### După independență
Retragerea administrației portugheze, eveniment care corespunde cu indepdendența Angolei (1975), precum și Războiul Civil (1975 - 2000) au afectat producția agrară a localității. Malanje a fost parțial distrus în război. După încheierea conflictului armat zona a fost supusă unui amplu proces de reconstrucție.  

## Personalități născute aici
- João Cravinho (1936 - 2025), politician portughez.